# Hypolimnas labuana
Hypolimnas labuana är en fjärilsart som beskrevs av Butler 1879. Hypolimnas labuana ingår i släktet Hypolimnas och familjen praktfjärilar. Inga underarter finns listade i Catalogue of Life.